# ضیاءالدین مکی

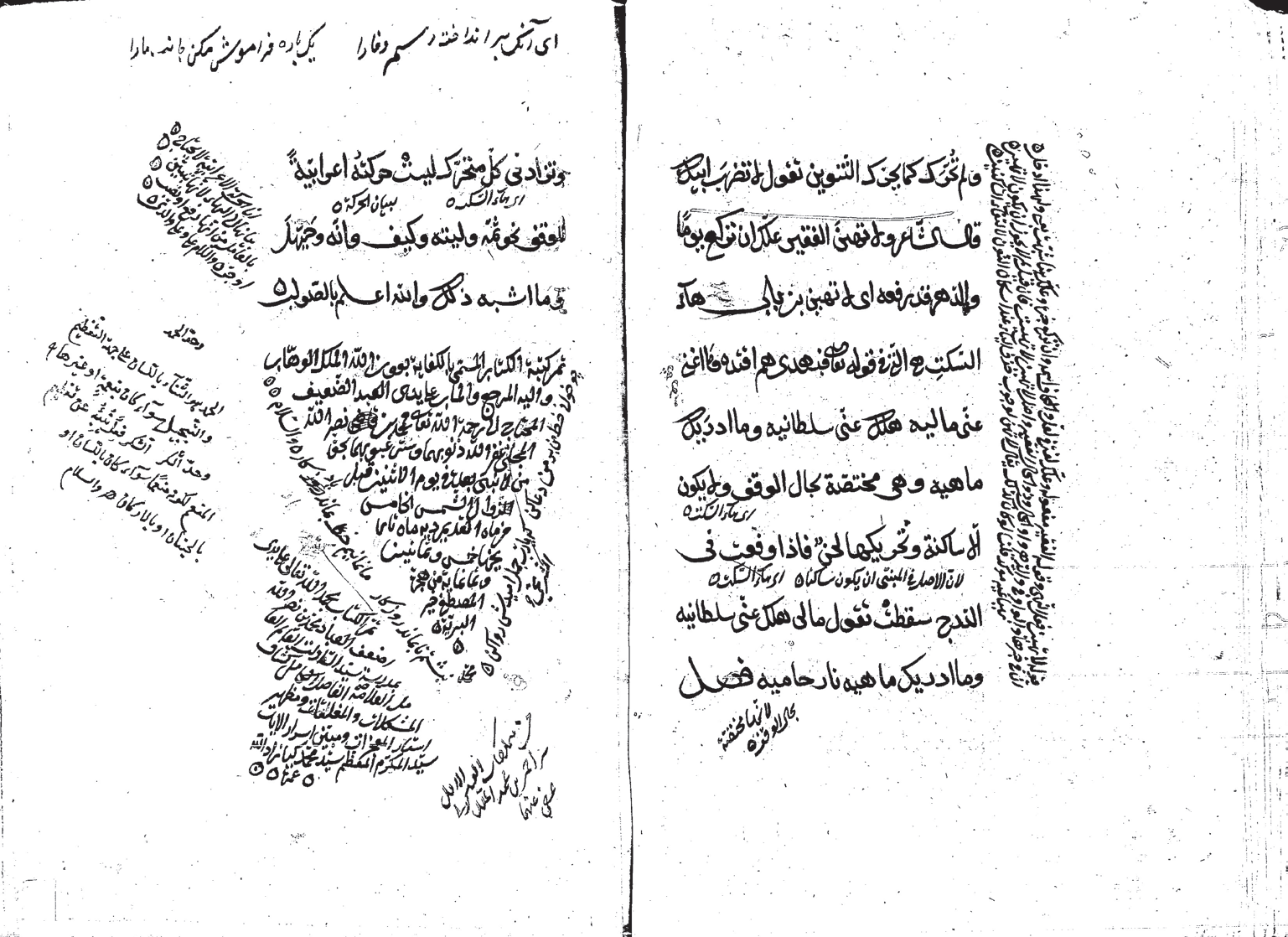
برگی از ترجمه کتاب الکفایة فی علم الاعراب به طبری که در آن شعری هم به مازندرانی آورده شده‌است.

ضیاءالدین مکی یا خطیب خوارزمی عالم معتزلی و از دانشمندان برجسته سده ششم قمری در خوارزم است که شاگرد جارالله زمخشری بود. یکی از دلایل این شهرتش نوشتن الکفایة فی علم الإعراب بوده‌است. چنان‌که زیدیان شمال ایران از این کتاب نسخه‌های متعددی را رونویسی کرده بودند. او همچنین نویسنده مناقب و مقتل و کتاب‌های دیگری نیز هست.